# 7 respiri
7 respiri è un album del rapper cosentino Kiave, membro della crew Migliori Colori, pubblicato nel 2007 che ha segnato il vero debutto dell'artista.
Il disco è stato preceduto da Digli di no, contenente il singolo 7 respiri, del quale è stato girato anche un videoclip. L'album è stato registrato dalla MK Records, mentre è stato distribuito dalla Vibrarecords.

## Tracce
1. C.S.3 (come sdebitarmi) (feat. Hyst) – 5:11
2. Digli di no – 3:09
3. Son pronto (feat. Turi) – 3:36
4. Dimmi dove (feat. Hyst) – 3:36
5. Imparo – 4:22
6. Non manca niente (feat. Clementino & DJ Jumbo) – 3:46
7. Respiri (feat. DJ Jumbo) – 3:00
8. Move On Up (distanti) (feat. Ghemon) – 4:21
9. Lasciati andare (feat. Franco Negrè) – 4:03
10. Effetto collaterale (feat. Rayden) – 2:48
11. Solo oggi (feat. Martina Poggi) – 4:57
12. Pazienza (feat. Ensi e DJ Tsura) – 4:54
13. Noi contro loro – 2:55
14. C.S.4 (CO SciENZA) (feat. Don Gocò, Cario e Brigante) – 4:48
15. Diggin' – 3:49